# N射线

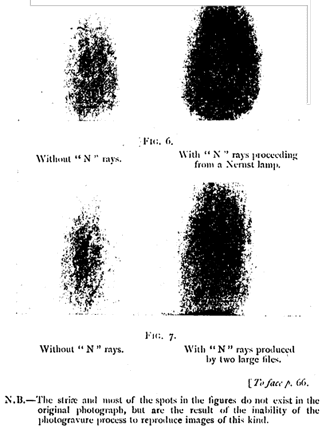
Fig. 6,7 from Prosper-René Blondlot: "Registration by Photography of the Action Produced by N Rays on a Small Electric Spark". Nancy, 1904.

N射线是由法國物理學家布朗洛提出的輻射類型，起初受眾人認同，但後來證實是幻象。事件受後世科學家引為實驗者偏見之實例。